# MTV Movie Awards 1992
La 1ª edizione degli MTV Movie Awards si è svolta il 10 giugno 1992 ai Walt Disney Studios di Burbank, California, ed è stata presentata da Dennis Miller.

## Performance musicali
Nel corso dello spettacolo si sono esibiti:
- En Vogue (My Lovin' (You're never Gonna Get it))
- Ugly Kid Joe (Everything About You)
- Arrested Development (Tennessee)
- Vince Neil (You're Invited (But You're Friends Can't Come))

## Vincitori e candidati
I vincitori sono indicati in grassetto.

### Miglior film (Best Movie)
- Terminator 2 - Il giorno del giudizio (Terminator 2: Judgment Day), regia di James Cameron
- Fuoco assassino (Backdraft), regia di Ron Howard
- Boyz n the Hood - Strade violente (Boyz N the Hood), regia di John Singleton
- JFK - Un caso ancora aperto (JFK), regia di Oliver Stone
- Robin Hood - Principe dei ladri (Robin Hood: Prince of Thieves), regia di Kevin Reynolds

### Miglior performance maschile (Best Male Performance)
- Arnold Schwarzenegger - Terminator 2 - Il giorno del giudizio (Terminator 2: Judgment Day)
- Kevin Costner - Robin Hood - Principe dei ladri (Robin Hood: Prince of Thieves)
- Robert De Niro - Cape Fear - Il promontorio della paura (Cape Fear)
- Val Kilmer - The Doors

### Miglior performance femminile (Best Female Performance)
- Linda Hamilton - Terminator 2 - Il giorno del giudizio (Terminator 2: Judgment Day)
- Geena Davis - Thelma & Louise
- Rebecca De Mornay - La mano sulla culla (The Hand That Rocks the Cradle)
- Mary Elizabeth Mastrantonio - Robin Hood - Principe dei ladri (Robin Hood: Prince of Thieves)
- Julia Roberts - Scelta d'amore - La storia di Hilary e Victor (Dying Young)

### Attore più attraente (Most Desirable Male)
- Keanu Reeves - Point Break - Punto di rottura (Point Break)
- Kevin Costner - Robin Hood - Principe dei ladri (Robin Hood: Prince of Thieves)
- Christian Slater - Poliziotto in blue jeans (Kuffs)
- Patrick Swayze - Point Break - Punto di rottura (Point Break)
- Jean-Claude Van Damme - Double Impact - La vendetta finale (Double Impact)

### Attrice più attraente (Most Desirable Female)
- Linda Hamilton - Terminator 2 - Il giorno del giudizio (Terminator 2: Judgment Day)
- Christina Applegate - Non dite a mamma che la babysitter è morta (Don't Tell Mom the Babysitter's Dead)
- Kim Basinger - Analisi finale (Final Analysis)
- Tia Carrere - Fusi di testa (Wayne's World)
- Julia Roberts - Scelta d'amore - La storia di Hilary e Victor (Dying Young)

### Miglior performance rivelazione (Breakthrough Performance)
- Edward Furlong - Terminator 2 - Il giorno del giudizio (Terminator 2: Judgment Day)
- Anna Chlumsky - Papà, ho trovato un amico (My Girl)
- Campbell Scott - Scelta d'amore - La storia di Hilary e Victor (Dying Young)
- Ice-T - New Jack City
- Kimberly Williams - Il padre della sposa (Father of the Bride)

### Miglior coppia (Best On-Screen Duo)
- Dana Carvey e Mike Myers - Fusi di testa (Wayne's World)
- Damon Wayans e Bruce Willis - L'ultimo boy scout (The Last Boy Scout)
- Anna Chlumsky e Macaulay Culkin - Papà, ho trovato un amico (My Girl)
- Kevin Costner e Morgan Freeman - Robin Hood - Principe dei ladri (Robin Hood: Prince of Thieves)
- Geena Davis e Susan Sarandon - Thelma & Louise

### Miglior cattivo (Best Villain)
- Rebecca De Mornay - La mano sulla culla (The Hand That Rocks the Cradle)
- Robert De Niro - Cape Fear - Il promontorio della paura (Cape Fear)
- Robert Patrick - Terminator 2 - Il giorno del giudizio (Terminator 2: Judgment Day)
- Alan Rickman - Robin Hood - Principe dei ladri (Robin Hood: Prince of Thieves)
- Wesley Snipes - New Jack City

### Miglior performance comica (Best Comedic Performance)
- Billy Crystal - Scappo dalla città - La vita, l'amore e le vacche (City Slickers)
- Dana Carvey - Fusi di testa (Wayne's World)
- Steve Martin - Il padre della sposa (Father of the Bride)
- Bill Murray - Tutte le manie di Bob (What About Bob?)
- Mike Myers - Fusi di testa (Wayne's World)

### Miglior canzone (Best Song From a Movie)
- (Everything I Do) I Do It For You cantata da Bryan Adams - Robin Hood - Principe dei ladri (Robin Hood: Prince of Thieves)
- Addams Groove cantata da MC Hammer - La famiglia Addams (The Addams Family)
- I Wanna Sex You Up cantata da Color Me Badd - New Jack City
- Tears In Heaven cantata da Eric Clapton - Effetto allucinante (Rush)
- You Could Be Mine cantata dai Guns N' Roses - Terminator 2 - Il giorno del giudizio (Terminator 2: Judgment Day)

### Miglior bacio (Best Kiss)
- Anna Chlumsky e Macaulay Culkin - Papà, ho trovato un amico (My Girl)
- Anjelica Huston e Raúl Juliá - La famiglia Addams (The Addams Family)
- Annette Bening e Warren Beatty - Bugsy
- Juliette Lewis e Robert De Niro - Cape Fear - Il promontorio della paura (Cape Fear)
- Priscilla Presley e Leslie Nielsen - Una pallottola spuntata 2½: l'odore della paura (The Naked Gun 2½: The Smell of Fear)

### Miglior sequenza d'azione (Best Action Sequence)
- L'inseguimento lungo la freeway di Los Angeles - Terminator 2 - Il giorno del giudizio (Terminator 2: Judgment Day)
- La sequenza finale nel palazzo in fiamme e la fuga nel vecchio tunnel - Fuoco assassino (Backdraft)
- La sequenza finale sul tetto - Insieme per forza (The Hard Way)
- La sequenza dell'elicottero - L'ultimo boy scout (The Last Boy Scout)
- Il secondo salto dall'aeroplano - Point Break - Punto di rottura (Point Break)

### Miglior nuovo film-maker (Best New Filmmaker Award)
- John Singleton

### Premio alla Carriera  (Lifetime Achievement Award)
- Jason Voorhees per la saga di Venerdì 13